# 金切什
48°34′28″N 22°18′17″E / 48.57444°N 22.30472°E
金切什（烏克蘭語：Кінчеш），是烏克蘭的村落，位於該國西部外喀爾巴阡州，由烏日霍羅德區負責管轄，面積0.45平方公里，海拔高度110米，2001年人口328，人口密度每平方公里728.89人。